# 木下智彦
木下 智彦（きのした ともひこ、1969年4月30日 - ）は、日本の政治家。衆議院議員（2期）、日本維新の会青年局長を務めた。

## 来歴
大阪府吹田市生まれ。吹田市立第六中学校、大阪府立北野高等学校、慶應義塾大学商学部卒業。1994年、三井物産に入社。
2012年、日本維新の会大阪府第8選挙区支部長に就任し、同年の第46回衆議院議員総選挙に大阪8区から日本維新の会公認で出馬。自由民主党元職の大塚高司、民主党前職の松岡広隆らを破り初当選した（大塚は比例復活）。
2014年の日本維新の会分党に際しては、橋下徹大阪市長による新党結成を目指すグループに参加。分党後の日本維新の会を経て維新の党結党に参加し、同年の第47回衆議院議員総選挙に維新の党公認で大阪8区から出馬。大阪8区では、前回破った自民党の大塚高司に5千票弱の差で敗れたが、重複立候補していた比例近畿ブロックで復活し、再選。2015年の維新の党分裂でも橋下に従い、おおさか維新の会に参加する。
2017年の第48回衆議院議員総選挙に大阪8区から日本維新の会公認で出馬するも落選。2018年2月より坂元大輔らと共に公共政策アドバイザー会社、GR Japanの大阪事務所に勤務。

## 政策・主張
- 日本国憲法の改正に賛成[6]。
- 集団的自衛権の行使を禁じた内閣法制局の憲法解釈の見直しに賛成[6]。
- 日本の核武装について「今後の国際情勢によっては検討すべきだ」としている[6]。
- 原子力規制委員会の新基準を満たした原子力発電所の再稼働に賛成[6]。
- 女性宮家の創設に反対[6]。
- 日本の環太平洋戦略的経済連携協定（TPP）参加に賛成[6]。
- 選択的夫婦別姓制度の導入にどちらかといえば賛成[7]。

## 人物
- 喫煙者であり、超党派の愛煙家国会議員からなる議員連盟「もくもく会」に所属していた[8]。
- 元大阪市長の橋下徹は大阪府立北野高等学校の同級生。同じラグビー部に所属しており、1987年度の全国高校ラグビー大会では3回戦まで勝ち上がった。木下はラグビー経験者の国会議員で組織されるチームにも参加している[9]。

## 所属していた団体・議員連盟
- 国際観光産業振興議員連盟
- ラグビーワールドカップ2019日本大会成功議員連盟
- もくもく会[8]
- 日EU友好議員連盟
- 日華友好議員連盟
- 道州制超党派議員連盟